# Компеле-Великі
Компеле-Великі (пол. Kąpiele Wielkie) — село в Польщі, у гміні Вольбром Олькуського повіту Малопольського воєводства.
Населення — 971 особа (2011).
У 1975-1998 роках село належало до Катовицького воєводства.

## Демографія
Демографічна структура станом на 31 березня 2011 року:
|          | Загалом | Допрацездатний вік | Працездатний вік | Постпрацездатний вік |
| -------- | ------- | ------------------ | ---------------- | -------------------- |
| Чоловіки | 491     | 119                | 304              | 68                   |
| Жінки    | 480     | 92                 | 272              | 116                  |
| Разом    | 971     | 211                | 576              | 184                  |